# Kubet Weston
Kubet Weston (22 de febrero de 1975) es una deportista canadiense que compitió en remo. Ganó cuatro medallas en el Campeonato Mundial de Remo entre los años 1997 y 1999.

## Palmarés internacional
| Campeonato Mundial | Campeonato Mundial      | Campeonato Mundial | Campeonato Mundial |
| Año                | Lugar                   | Medalla            | Prueba             |
| ------------------ | ----------------------- | ------------------ | ------------------ |
| 1997               | Aiguebelette (Francia)  | Medalla de plata   | Ocho con timonel   |
| 1998               | Colonia (Alemania)      | Medalla de plata   | Cuatro sin timonel |
| 1998               | Colonia (Alemania)      | Medalla de bronce  | Ocho con timonel   |
| 1999               | St. Catharines (Canadá) | Medalla de bronce  | Ocho con timonel   |